# 쇼퍼홀릭
《쇼퍼홀릭》(영어: Confessions of a Shopaholic)은 2009년 개봉한 미국 로맨틱 코미디 영화이다. 소피 킨셀라의 쇼퍼홀릭 소설 시리즈 중 "쇼퍼홀릭: 레베카, 쇼핑의 유혹에 빠지다"(2001), "쇼퍼홀릭: 레베카, 맨해튼을 접수하다"(2001)를 묶어서 영화화하였다.
한국에서는 2009년 3월 26일에 개봉되었다.

## 줄거리
쇼핑 중독인 리베카 블룸우드는 지나친 쇼핑으로 인하여 카드빚으로 인해 옴싹달싹 못하게 되었다. 어떻게든 빚을 청산하기 위해서 월급이 더 많은 직장으로 옮기지만, 얼떨결에 재테크 잡지사에 취직하게 된다. 금융에 대한 지식은 없지만, 그녀가 좋아하는 쇼핑에 비유하여 쓴 금융 어드바이스가 얼떨결에 인기를 얻게 된다.

## 출연
- 아일라 피셔 - 리베카 블룸우드 역
- 휴 댄시 - 루크 브랜던 역
- 조앤 큐잭 - 제인 블룸우드 역
- 존 굿맨 - 그레이엄 블룸우드 역
- 존 리스고 - 에드거 웨스트 역
- 크리스틴 스콧 토머스 - 얼렛 네일러 역
- 레슬리 비브 - 얼리샤 빌링턴 역
- 프레드 아미슨 - 라이언 케이니그 역
- 줄리 해거티 - 헤일리 역
- 크리스틴 리터 - 수지 클리스스튜어트 역
- 로버트 스탠턴
- 크리스틴 에버솔
- 웬디 맬릭
- 린 레드그레이브
- 닉 코니시
- 스티븐 가리노
- 존 샐리
- 레넌 파럼
- 케이틀린 홉킨스
- 크리스틴 코널리
- 맷 서비토
- 스콧 에번스
- 마슬린 휴고
- 비 밀러
- 페이턴 리스트
- 에드 헬름스